# بيل وارنر
بيل فرانش (بالإنجليزية: Bill Warner)‏ كاتب أمريكي معروف من خلال اسمه المستعار بيل وارنر، هو ناقد للإسلام، وهو كاتب ومؤسس «مركز دراسة الإسلام السياسي». وهو أستاذ فيزياء سابق في جامعة ولاية تينيسي. وقد أدرجه مركز قانون الحاجة الجنوبي (Southern Poverty Law) كجزء من مجموعة تتألف من 10 من المتشددين المناهضين للمسلمين.
وقد قال إن تركيزه على الجوانب السياسية للعقيدة الإسلامية المتعلقة بغير المسلمين (الكفار) وليس على معتقدات المسلمين المعاصرين. تستند كتبه إلى فرضية مفادها أن الإسلام كدين وما يشار إليه بالإسلام السياسي يجب أن يتم تحديدهم بوضوح. الإسلام كإيمان هو قرار فردي خاص ويجب معاملته باحترام وتسامح. وهو يُعرّف «الإسلام السياسي على أنه اعتقاد بأن الإسلام يجب أن يسيطر على المجتمع والسياسة، وليس على الحياة الدينية الشخصية.»